# Spetsbyxor (teaterstycke)
Spetsbyxor är en vaudeville med manus av P.A. Henriksson som hade premiär på Odeonteatern i Stockholm den 3 januari 1958 och spelades där till och med 14 april samma år.
Sångtexter är av Hans Alfredson och Tage Danielsson och musiken av J. Offenbach.
- Regi: Nils Poppe
- Koreografi: Albert Gaubier
- Dekor: Yngve Gamlin
- Kapellmästare: Allan Johansson
- Medverkande:
  - Anna-Lisa Baude
  - Gunwer Bergkvist
  - Karl-Arne Holmsten
  - John Elfström
  - Maj Lindström
  - Lena Granhagen
  - Nils Poppe
  - Oscar Rundqvist
  - Hanny Schedin
  - Mille Schmidt
  - Erik Strandmark
  - m.fl.